# Чакалица
Чакалица е планински рид в Югозападния (Капатнишкия) дял на Рила. Най-високият връх е Чакалица (2298 m).
Простира се на запад от масива на връх Скачковец. Разположен е между долините на реките Раковица на юг и Славова река на север. Билото е широко и затворено. Вододелен рид е на водосборните басейни на реките Осеновска и Славова.
На 2 часа от връх Чакалица, в рида се намира хижа „Чакалица“. През рида преминават туристически пътеки за Благоевград и хижите „Македония“, „Предела“ и „Добърско“.